# Montaut-les-Créneaux
Montaut-les-Créneaux este o comună în departamentul Gers din sudul Franței. În 2009 avea o populație de 640 de locuitori.

## Evoluția populației
| An        | 1975 | 1982 | 1990 | 1999 | 2006 | 2009 |
| --------- | ---- | ---- | ---- | ---- | ---- | ---- |
| Populație | 433  | 510  | 612  | 618  | 599  | 640  |